# Duifpolder
De Duifpolder is de naam van een polder en voormalig waterschap in de gemeente Midden-Delfland, in de Nederlandse provincie Zuid-Holland. De polder wordt in het oosten begrensd door de Vlaardingervaart, in het zuiden door de Noordvliet, in het noorden door de Oostgaag en in het westen door de Middelwetering. De Duifpolder wordt gekenmerkt door het vlakke landschap met lange smalle kavels.
Het waterschap was verantwoordelijk voor de vervening, drooglegging en later de waterhuishouding in de polder.

## Toponymie
Het toponiem 'Duifpolder' houdt verband met de duif (vogel). Het zuidoostelijke deel werd 'opte Veen' genoemd net zoals het aangrenzende land aan de overzijde van de Vlaardingervaart, in de Zouteveen.

## Ontstaan
Voor het ontstaan van de polder stond het gebied in verbinding met de zee via vloedkreken en overstroomde het land geregeld. Toen de vloedkreken dichtslipten kon vanaf de derde eeuw het veenpakket in de Duifpolder en Commandeurspolder aangroeien.
De ontginning van het gebied van de Duifpolder begon in de laat tiende eeuw vanuit de Dijkpolder, aan de Maasoever. Van hieruit werden rechte sloten tot in de latere Duifpolder gegraven, dat toen waarschijnlijk nog een ontoegankelijke wildernis met uitgestrekte elzenbroekbossen was. Hierdoor kon het water weglopen en werd het land geschikt voor landbouw. In de late tiende eeuw of elfde eeuw was het werk zodanig gevorderd dat bewoning mogelijk werd in het gebied van de huidige Duifpolder. De boerderijen in de Duifpolder werden gebouwd op een hoger gelegen kreekrug die door het landschap slingert. De organisatie van de ontginning vond waarschijnlijk plaats vanuit het koningsdomein dat dicht bij de Maasdijk moet hebben gelegen.
Oorspronkelijk vormde de Dijkpolder, Commandeurspolder en Duifpolder een waterstaatkundige eenheid. Kavels liepen vanaf de Maasdijk helemaal door tot aan de Vlaardingervaart. De Middelwatering en Zuidgaag ontstonden later en zorgden voor een opsplitsing van het gebied in drie kleinere eenheden.
Door bodemdaling was het in het midden van de dertiende eeuw mogelijk om de Middelwetering te graven. Dit kanaal verkortte de afwatering van water richting de Maas. Het werd de westelijke grens van de polder. In 1330 werd de Noordvliet gegraven wat de afwatering van het hele Hoogheemraadschap van Delfland moest verbeteren. Dit zou de zuidelijke grens van de polder worden.

## Bemaling
De eerste vermelding van een molenaar voor de Duifpolder dateert uit 1459. Vervolgens werd in 1592 een nieuwe molen gebouwd die in latere jaren meerdere malen gerepareerd moest worden. In 1872 werd de molen vervangen door een stoomgemaal. Vanwege problemen met de slechte grond waar de molen stond, verrees het gemaal op een andere plek.
Het stoomgemaal van de Duifpolder uit 1872 staat halverwege tussen Schipluiden en de Vlieten, op de dijk aan de Vlaardingervaart. In 1938 werd het omgezet in een gemaal met elektrische aandrijving. In 2005 is een extra poldergemaal geplaatst aan de andere zijde van de polder bij de Trambrug.

## Galerij

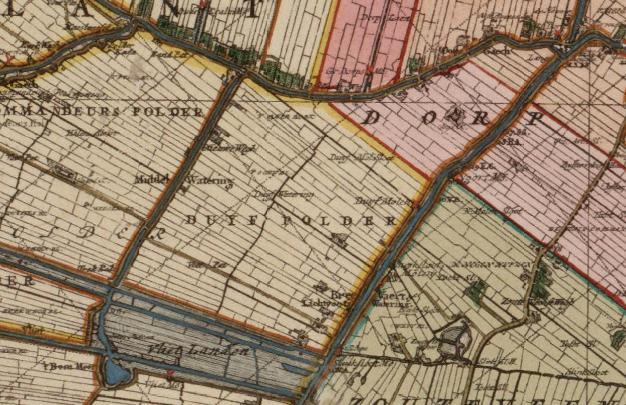
Kaart 1712
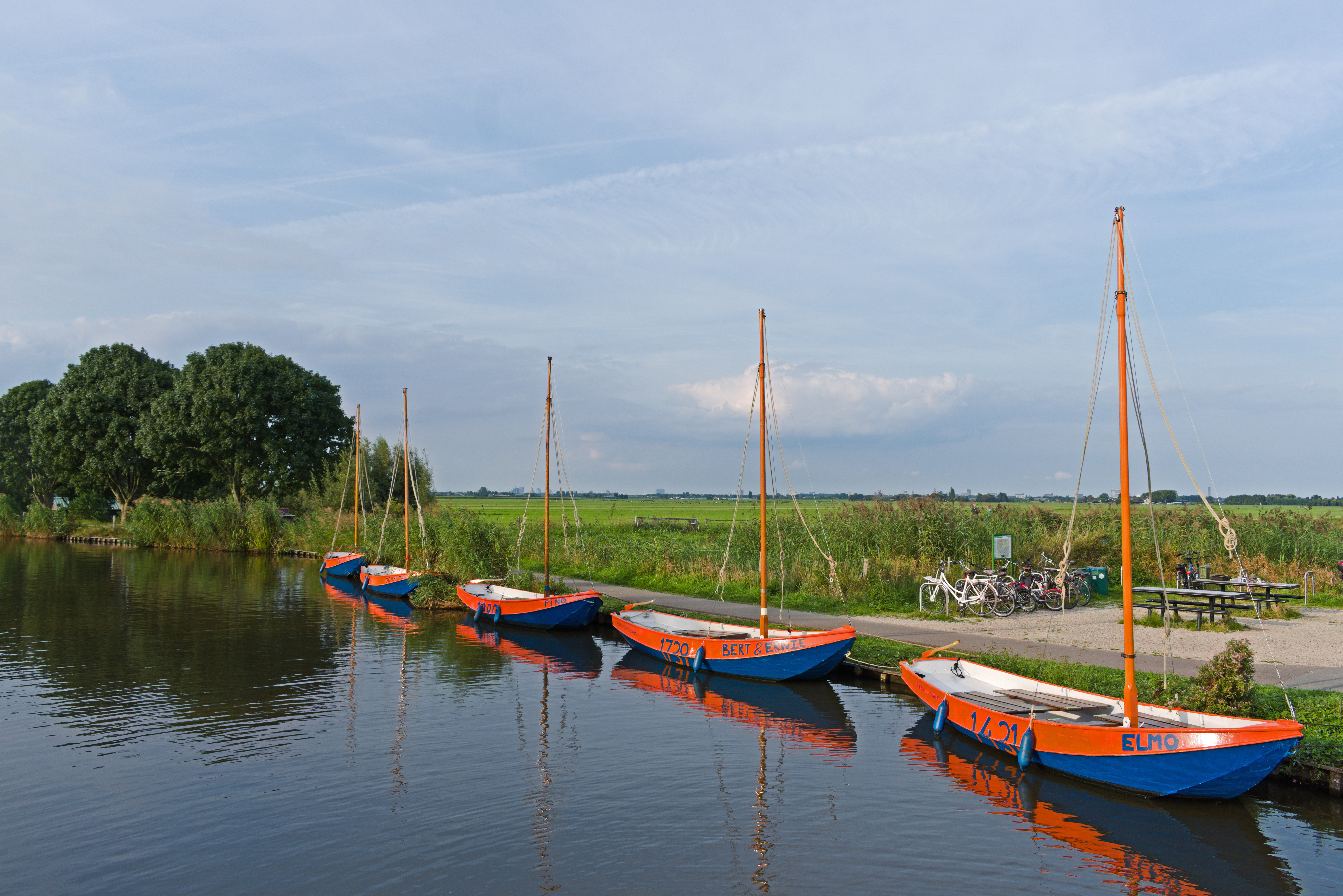
De Middelwatering met erachter de Duifpolder.
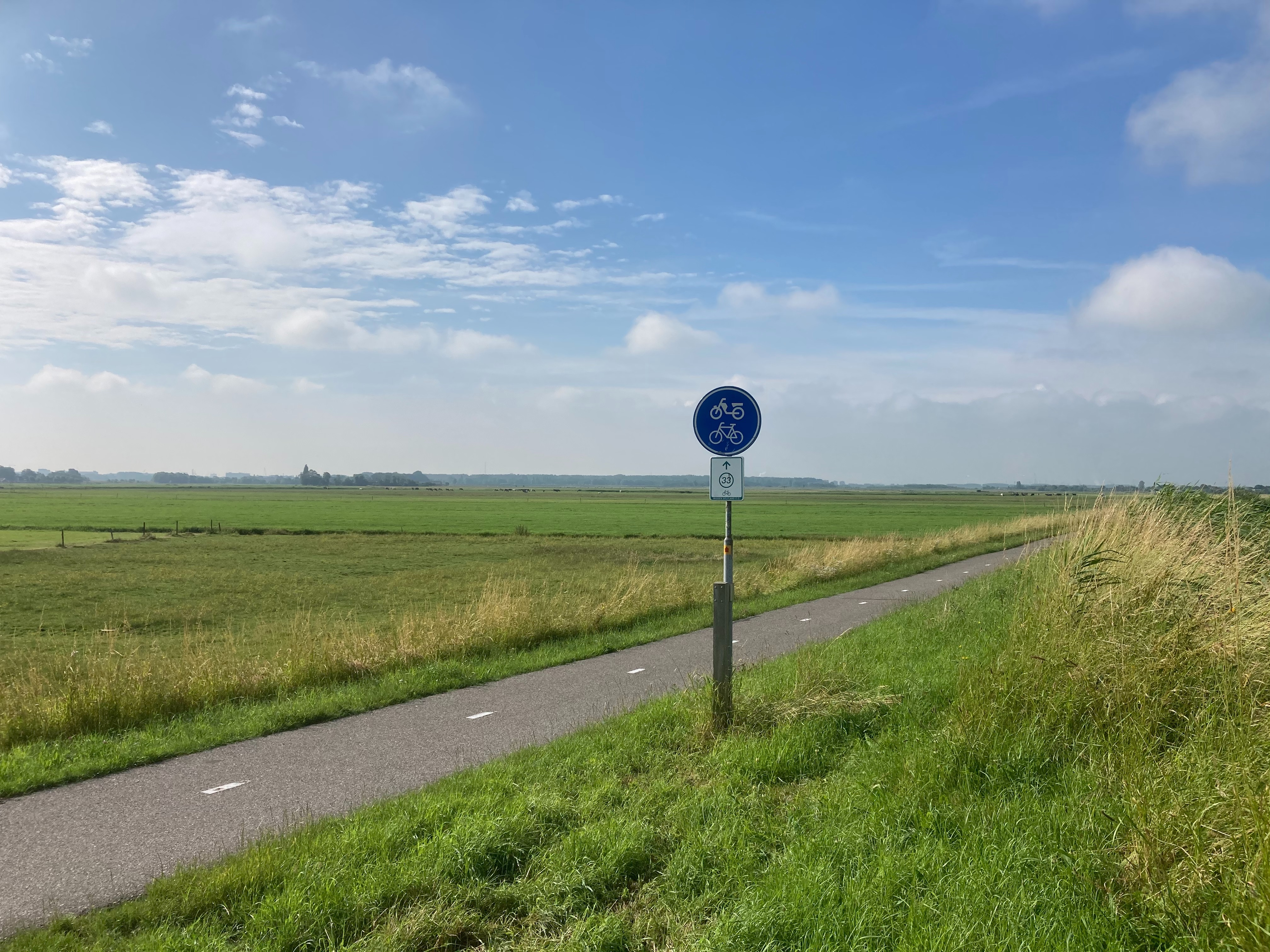
De Duifpolder met het fietspad langs de Oostgaag
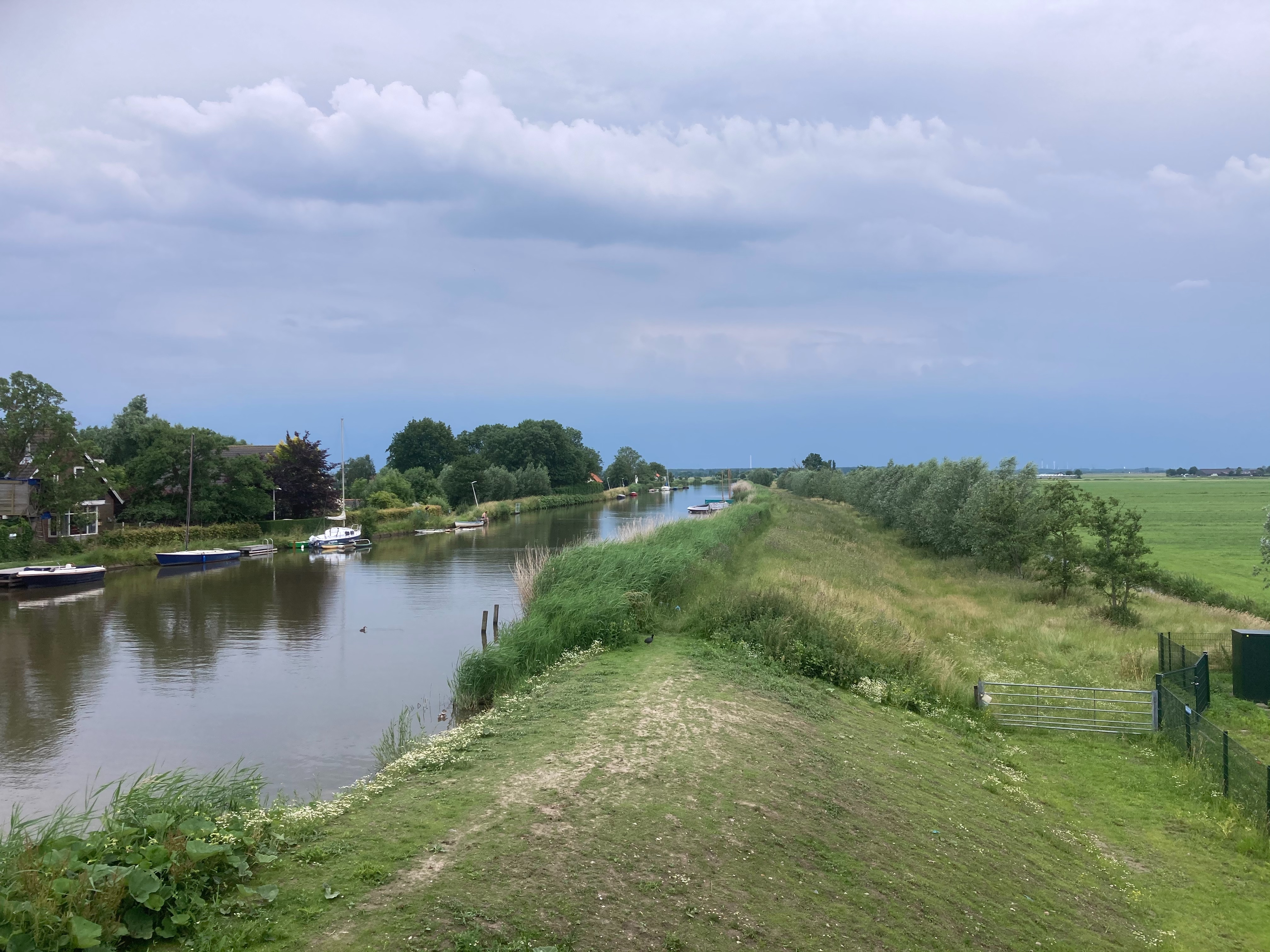
De Vlaardingervaart met de Duifpolder